# Ветреница уральская
Ветреница уральская (лат. Anemone uralensis) — вид травянистых растений рода Ветреница (Anemone) семейства Лютиковые (Ranunculaceae).

## Ботаническое описание
Травянистое растение высотой 10—25 см. Корневище тонкое, ползучее, горизонтальное. Стебель прямостоячий. Черешки стеблевых листьев длиной 4—10 мм, покрыты волосками. Листья тройчатые, с узколанцетными долями.
Цветки розового, кремового, светло-жёлтого, реже синего цвета. Плод  — многоорешек.
Цветёт в апреле — мае. После плодоношения отмирает. Размножается как вегетативно, так и семенами.

## Экология и распространение
Обитает в урёмных черёмухово-ольховых зарослях в долинах рек и на пойменных лугах.
Эндемик Среднего и Южного Урала. Встречается в Свердловской и Челябинской областях, Пермском крае и в Башкортостане. Встречается в долине реки Чусовой от Полевского до Чусового, в верхнем и среднем течении Уфы (от истока до впадения реки Тюй), а также в отдельных пунктах по рекам Тура, Ай и Юрюзань. Местонахождения в нижнем течении реки Ай (от с. Месягутово до устья) и на реке Тагил нетипичны — в первом случае, в значительной степени уклоняются к родственному реликтовому виду Anemone caerulea, во втором — к Anemone jenisseensis.
Всего известно около 50 популяций.

## Охранный статус
Включена в Международную Красную книгу со статусом «Вымирающий вид» и в Приложение I Бернской конвенции. В России занесена в Красную книгу Российской Федерации, а также в региональные Красные книги Челябинской области и Башкортостана. Ранее включалась в Красные книги Пермского края и Свердловской области.
Лимитирующими факторами являются: хозяйственное освоение и выпас скота в местах произрастания вида, сбор в декоративных целях.